# Fedir Sergeev
Fedir Andriovitch Sergeev (em ucraniano: Федір Андрійович Сергєєв; em russo: Фёдор Андре́евич Серге́ев) (19 de março de 1883 - 24 de julho de 1921), também conhecido como Artiom (Артём), foi um revolucionário ucraniano, político soviético, agitador e jornalista.

## Biografia
Artiom nasceu na vila de Glebovo, na gubernia de Kursk, no seio de uma família camponesa. Em 1901, graduou-se no Colégio Real de Ekaterinoslav. Assistiu a aulas no Colégio Técnico Superior de Moscovo, mas foi expulso após participar num grande protesto de estudantes no cámpus.
Em 1902 aderiu ao Partido Operário Social-Democrata Russo (POSDR), situando-se posteriormente do lado da fação bolchevique. Como revolucionário, foi um importante agitador nas regiões de Ekaterinoslav, Kursk e os Montes Urais.
Foi eleito presidente do Sovnarkom da República Socialista Soviética de Donetsk-Krivoi Rog pelos sovietes que a conformaram. Porém, essa república não foi reconhecida pelo poder soviético nem na Rússia nem na Ucrânia, nem por nenhum outro Estado. Contudo, as suas ações asseguraram a nacionalização da importante indústria mineira das bacias de Krivoi Rog e do Donbass.
A cidade de Bakhmut foi renomeada Artyomovsk em 1924 para comemorar Fedor Sergeev.

## Outros artigos
- República Socialista Soviética de Donetsk-Krivoi Rog